# Constantino Armesto Cobián
Constantino Armesto Cobián (Pontevedra, 1823 - Madrid, 28 de diciembre de 1899) fue un periodista y político gallego.

## Trayectoria
Fundó La Revista, uno de los primeros periódicos de Pontevedra y, en 1859, El Propagandista, periódico republicano federal. Fue colaborador de El Progreso, La Voz del Pueblo y El Derecho. Fundó el Partido Republicano de Pontevedra. Se trasladó a Madrid, donde escribió La Democracia, El Crédito, La Discusión y trabajó como redactor de La Capital de Francisco Pi y Margall. Participó de forma activa en los acontecimientos de la Revolución de 1868, que dieron lugar al Sexenio Democrático. Más tarde militó en el Partido Liberal y fue gobernador civil de Orense, Gerona (1874), Guipúzcoa, Lugo (1881), Alicante (1886) y Córdoba (1888). Fue elegido diputado por el distrito de Puenteareas en las elecciones de abril de 1872 y volvió a ser elegido por el mismo distrito en las de 1881, aunque el 9 de abril de 1883 fue anulada la elección por sentencia del Tribunal por actos graves.
Era tío de Indalecio Armesto y abuelo de Víctor Said Armesto.